# Municipio de Celestún
El Municipio de Celestún es uno de los 106 municipios del estado mexicano de Yucatán. Su cabecera municipal es Celestún.

## Toponimia
Celestún significa en lengua maya «Espanto de piedra» por derivarse de los vocablos Celes, miedo, espanto, y Tun piedra.

## Datos históricos
- Se ha llegado a establecer que Celestún -antes de la conquista de Yucatán-, más que un asentamiento, fue un lugar de aprovisionamiento de sal y productos marinos que perteneció a la provincia de Ah-Canul.
- El pueblo de Celestún fue fundado en el año 1718, como una localidad del Partido de Sisal.
- 1872: Al suprimirse el partido de Sisal, Celestún pasó a formar parte del partido de Maxcanú,
- 1918: Se erige en municipio libre.
- 1927: Desde principios de este año comenzó a haber movimiento económico de gran importancia a raíz de la explotación de las salinas.
- 1937: A causa de un ciclón que asoló el puerto de Celestún, se inundaron  las charcas de sal desplomándose producción salina.

## Economía
La pesca es la principal actividad económica del municipio de Celestún por su litoral en el Golfo de México. Las principales especies que son capturadas son el mero, el boquinete, la rubia o huachinango, el pulpo, el cangrejo y la langosta.
La industria salinera es importante regionalmente aunque ya no como lo fue a principios del siglo XX.
Celestún es un municipio que, por su ubicación perteneció a la denominada zona henequenera de Yucatán, por la vocación agrícola de sus tierras que favorece el cultivo del agave. Junto con los municipios circunvecinos se dedicó por muchos años hasta finales del siglo XX a la industria henequenera como una de las principales actividades productivas.
Con la declinación de la agroindustria se dio en Celestún un proceso de diversificación de la actividad agrícola. Hoy en el territorio municipal se cultiva principalmente el maíz, frijol y hortalizas.
El turismo es ahora un puntal importante de la economía municipal. Las playas del municipio, su gastronomía y la ría que se interna en los manglares protegidos como reserva ecológica, colindantes al litoral, hacen del municipio uno de los destinos predilectos para el turismo peninsular.

## Atractivos turísticos

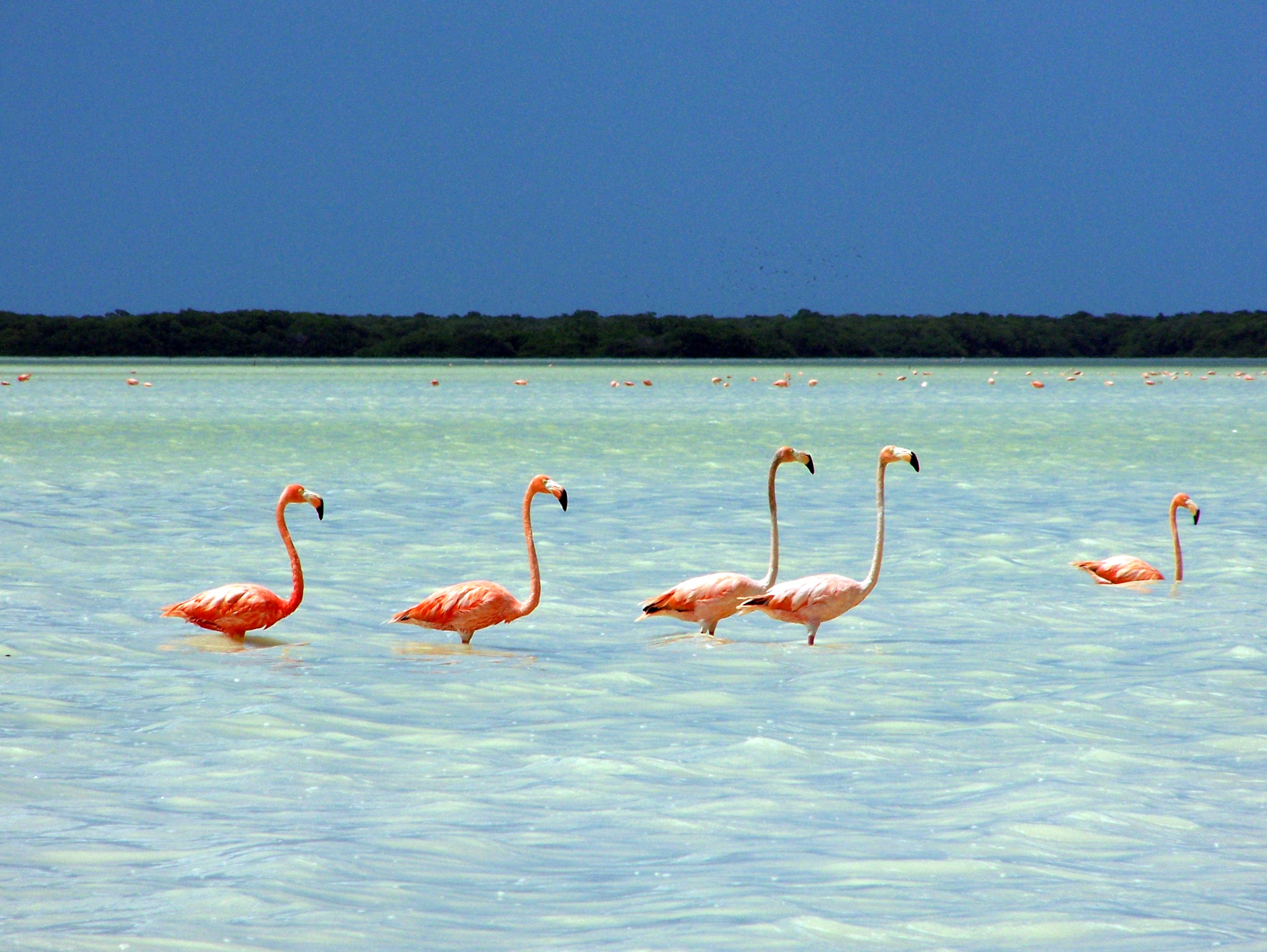
Flamenco rosa en la ría de Celestún

- El sendero turístico «Baldiosera» y el «Bosque Petrificado», así como la vista de los flamencos rosa.
- Hay excursiones en la famosa Ría de Celestún que permite el turismo ecológico.

## Límites municipales
Tiene límites administrativos con los siguientes municipios y/o accidentes geográficos, según su ubicación: Al norte y oeste colinda con el Golfo de México, al noreste con el municipio de  Hunucma, al este con los municipios de  Kinchil, y  Tetiz al sur con los municipios de Halachó, y Maxcanú al sureste también con Maxcanú y al suroeste con el Estado de Campeche particularmente con el municipio de Calkiní. Pertenece el municipio a la denominada zona henequenera de Yucatán.